# Dennenkleefsteelmycena
De dennenkleefsteelmycena  (Mycena epipterygioides) is een soort schimmel in de familie Mycenaceae. Hij groeit op dood rottend hout van naaldbomen, vooral op zandgronden. Vruchtlichamen verschijnen in de maanden september en oktober. Hij komt voor in groepjes van doorgaans 3 tot 4 exemplaren.

## Kenmerken

### Uiterlijke kenmerken
Hoed
De hoed heeft een diameter van 5 tot 30 mm. De vorm paraboloïd tot gewelfd of klokvormig, vaak met een kleine papil. Het randzone is radiair gestreept, hygrofaan en de kleur is groengeel- tot bruinachtig. Het verbleekt bij opdrogen. Het oppervlak heeft een elastisch doorschijnend vlies dat af te stropen is.
Lamellen
De lamellen zijn opstijgend aangehecht of met een aflopend tandje. De kleur is wittig of iets gelig.
Steel
De steel is aanmerkelijk langer dan de hoed diameter. Net als de hoed is het vettig en kleverig. De kleur is bleek groenig tot fel geel.
Geur
Hij ruikt sterk melig.
Sporenprint
De sporenprint zijn wit.

### Microscopische kenmerken
De basidia hebben voor het grootste deel twee sterigmata, maar kunnen er soms ook vier hebben. De basidiosporen zijn hyaliene en meten 10-14,5 × 4-6 µm. Cheilocystidia zijn opgebouwd uit verschillende vormen en groottes. De hyfen van de steel zijn fijn verweven in een kleverige matrix.

## Verspreiding
In Nederland komt de dennenkleefsteelmycena algemeen voor. Hij staat niet op de rode lijst en is niet bedreigd.

## Verwante soorten
Hij is macroscopisch identiek aan de graskleefsteelmycena (Mycena epiterygia), maar deze:
- ruikt zurig (in plaats van zoetig)
- heeft basidia met vier sterigmata en daardoor ook iets kleinere sporen (in plaats van twee en grotere sporen)

Sommige bronnen beschouwen deze soort als variëteit van de Mycena epiterygia.